# Josef Seger (Komponist)

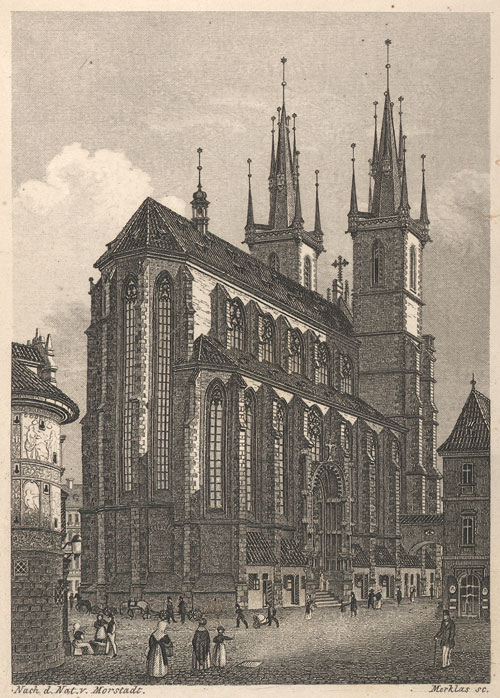
Prager Teynkirche, hier wirkte Seger 41 Jahre lang als Organist.

Josef Ferdinand Norbert Seger, auch Seeg(e)r, Se(e)gert oder Zegert (getauft 21. März 1716 in Řepín; † 22. April 1782 in Prag) war ein böhmischer Organist, Geiger, Komponist und Musikpädagoge. Nach seinem Abschluss in Philosophie an der Karls-Universität in Prag und der musikalischen Ausbildung wurde er Organist in zwei Prager Kirchen und blieb dort bis zu seinem Tod. Seger zählte zu den berühmtesten böhmischen Organisten seiner Zeit, war ein äußerst produktiver Komponist und ein ausgezeichneter Lehrer, der viele bedeutende tschechische Organisten und Komponisten des 18. Jahrhunderts ausbildete. Er gilt als einer der wichtigsten Vertreter des böhmischen Hochbarocks.

## Leben und Wirken

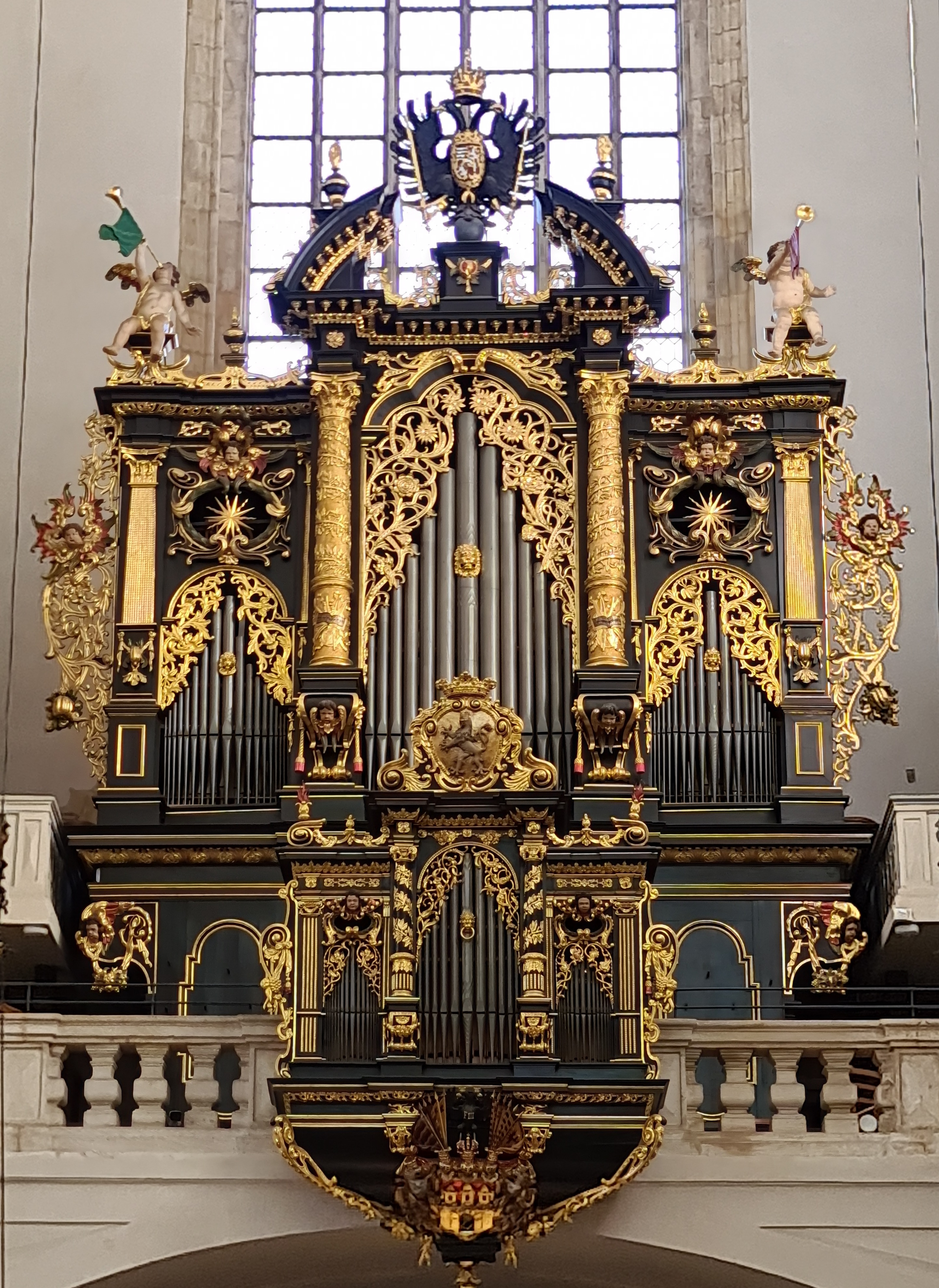
Orgel von Johann Heinrich Mundt in der Prager Teynkirche

Josef Ferdinand Norbert Seger ist in Řepín, einem kleinen Ort in der Nähe von Mělník in Mittelböhmen geboren. Über seine Herkunft ist nur bekannt, dass seine Eltern, Filip und Kateřina Seger, Untertanen des Řepíner Gutsherrn Jan Jiří Walderode aus Eckhausen waren.
Er absolvierte das Jesuitenkolleg Clementinum in Prag. Es wird berichtet, dass er schon als 13-jähriger bei Opernvorstellungen im Clementinum die Altstimme sang. Später wirkte er als Chorsänger im Minoritenkonvent St. Jakob in der Prager Altstadt, wo er wahrscheinlich beim berühmten Musiker der Minoriten, Bohuslav Matěj Černohorský, auch Unterricht bekam. Bei St. Jakob konnte er Werke führender Musiker der damaligen Zeit studieren und lernte auch Jan Zach und František Ignác Tůma kennen, die ihm wichtige Impulse für seine weitere musikalische Entwicklung gaben. Bei Felix Benda, Organist der St. Michaelskirche (Kostel svatého Michala) in der Altstadt, lernte er Generalbass. Josef Seger studierte Philosophie an der Prager Universität und machte den Abschluss als Magister. Danach widmete er sich ausschließlich der Musik.
Zunächst wirkte er als Geiger an der Kirche St. Martin in der Mauer (Kostel sv. Martina ve zdi). Jan Zach war hier Organist, nach seinem Weggang übernahm Seger die Organistenstelle. Ab 1735 war er sechs Jahre lang Geiger an der Prager Teynkirche und anschließend 41 Jahre lang bis zu seinem Tod der erste Organist. Dass er im Alter von 25 Jahren zum Organisten der Teynkirche berufen wurde, zeugt von seinem ausgezeichneten Ruf als Musiker, denn die Teynkirche war nach dem Veitsdom die zweitwichtigste Prager Kirche. In der Teynkirche stand ihm ein hervorragendes Instrument zur Verfügung, die von Johann Heinrich Mundt im Jahr 1673 gebaute Orgel. Sie ist bis heute im ursprünglichen Zustand erhalten geblieben. Im Jahr 1745 übernahm Seger zusätzlich noch die Organistenstelle bei den Prager Kreuzherren. Hier wirkte er 37 Jahre lang, ebenfalls bis zu seinem Tod.
Kaiser Joseph II. war während seines Prager Besuchs im Jahr 1781 vom Segers Orgelspiel in der Kreuzherrenkirche so beeindruckt, dass er ihm eine Stelle in seiner Wiener Hofmusikkapelle anbot. Die Ernennungsurkunde erreichte Seger aber nicht mehr. Er starb am 22. April 1782 in Prag im Alter von 66 Jahren. Er wurde bei der Kirche des heiligen Kastulus (Kostel svatého Haštala) in Prag feierlich beigesetzt.

## Bedeutung

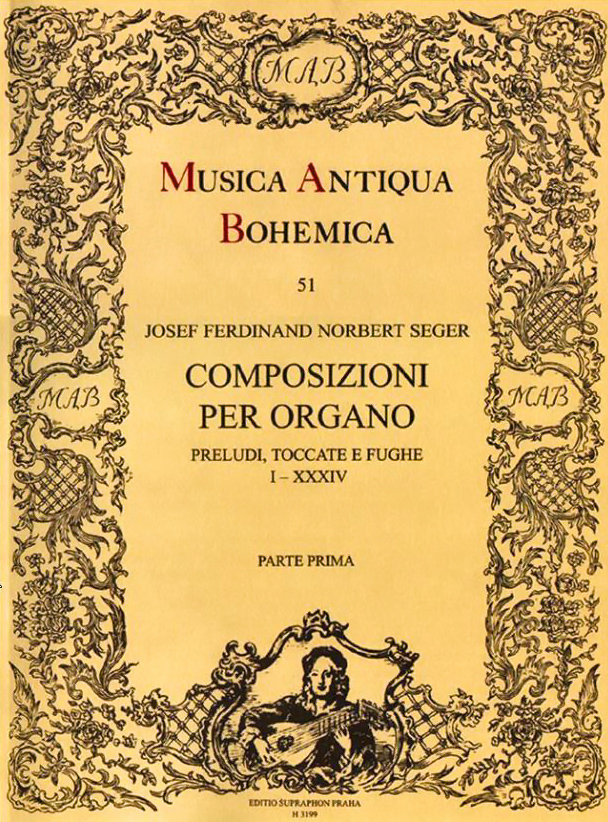
Titelblatt einer Ausgabe von Segers Orgelwerken, Supraphon 1961

Josef Seger ist einer der bedeutendsten Organisten, Komponisten und Musikpädagogen des böhmischen Hochbarocks. Er blieb zeitlebens in Prag und erreichte eine herausragende Stellung im Musikleben der tschechischen Metropole. Sein internationales Renommee wird im Reisebericht des englischen Musikhistorikers und Organisten Charles Burney deutlich. Burney machte 1772 auf seinem Weg von Wien nach Dresden einen Halt in Prag. Auf eine Empfehlung des Wiener Hofkapellmeisters Florian Leopold Gassmann besuchte er Josef Seger, laut Gassmann „den besten Organisten der Stadt“. Burney schildert Seger als einen sehr gebildeten Menschen, der mehrere Fremdsprachen fließend beherrscht und einen breiten Überblick über die europäische Musik besitzt. Ottos Konversationslexikon (1904) spricht von Seger als dem „besten Organisten seiner Zeit“.
Segers Schüler, Václav Pichl berichtete (1782), dass Seger ohne Vorbereitung auf jedes Thema eine Fuge improvisieren konnte. Das hätte er bei Messen praktiziert, wenn eine Komposition seinen Ansprüchen nicht genügte.
Galt Brixi zu seiner Zeit als Wegbereiter auf dem Gebiete der Kirchenkomposition, so gilt das für Seger
auf dem Gebiet der Orgelkunst. Er war zudem ein bekannter Lehrer, dessen Generalbaßschule in zehn Sprachen übertragen wurde. Eine solch große Verbreitung außerhalb Böhmens genoss nicht einmal sein Lehrer Černohorsky. Zu seinen zahlreichen Schülern gehörten die bedeutendsten tschechischen Komponisten und Organisten des 18. Jahrhunderts, wie František Xaver Brixi, A. F. Fiebich (sein Schwiegersohn), Josef Mysliveček, Jan Antonín Koželuh, Karel Blažej Kopřiva, Jiří Ignác Linek, Jan Křtitel Kuchař, Václav Pichl, Václav Praupner und Vincenc Mašek.
Als Komponist war er überaus produktiv, mit dem Schwerpunkt Orgelmusik.  Er schrieb hunderte Werke, wie  Präludien, Toccaten, Fantasien, Fugen und Choralvorspiele, dazu auch Messen, Motetten, Psalmen und Litaneien. Seine Kompositionen wurden während seines Lebens als Handschriften verbreitet, erst nach seinem Tod wurde einiges gedruckt. Seine Autographe sind bis heute verschollen, existieren jedoch in zahlreichen Abschriften. Im Jahr 1793 gab Daniel Gottlob Türk bei Breitkopf & Härtel in Leipzig Acht Toccaten und Fugen für die Orgel heraus, bei Hofmeister in Leipzig erschienen Präludien für die Orgel, und bei K. Pitsch 1823 in Prag Bezifferter Bass in zwei Notensystemen (Očíslované basy ve dvou notových soustavách). Einige wenige weitere Drucke folgten in den nächsten Jahrzehnten. Während des Klassizismus und der Romantik verloren Segers Werke an Popularität und wurden erst zu Beginn des 20. Jahrhunderts wiederentdeckt. In dem dreibändigen Sammelband Museum für Orgel-Spieler sind fünf Fugen von Seger fälschlicherweise anderen Komponisten zugewiesen (C. Ph. Bach, Brixi, Černohorsky, Froberger). Dieser Fehler wurde in anderen, späteren Sammlungen übernommen.

## Werke (Auswahl)

### Orgel
- 8 Toccaten und Fugen, Ed. D. G. Türk, Leipzig 1793
- 2 Präludien, in: Sammlung von Präludien, Fugen, ausgeführten Chorälen … von berühmten älteren Meistern, Leipzig 1795
- 10 Präludien, Ed. J. Polt, Praha 1803
- 4 Präludien, 2 Fugen, Toccata, Fughetta, in: Fugen und Praeludien von älteren vaterländischen Compositoren, Ed. Verein der Kunstfreunde für Kirchenmusik in Böhmen, Praha 1832
- 150 Kompositionen in: Sammlung-Becker, Stadtbibliothek Leipzig

### Messen
- Missa quadragesimalis in F-Dur, für 4 Stimmen und Orgel
- Mass in D minor für 4 Stimmen, 2 Geigen, 2 Posaunen und Orgel
- Mass in D minor für 4 Stimmen, 2 Geigen und Orgel
- Missa choralis in Es-Dur, für 4 Stimmen und Orgel

### Andere Werke
- Alma Redemptoris für 4 Stimmen, Geige, Viola und Orgel
- Audi filia, für 4 Stimmen und Orgel
- Ave regina für 4 Stimmen 2 Geigen und Orgel
- Christus nobis natus est für 4 Stimmen, Streicher und Orgel
- Compieta (mit Cum invocarem, In te Domine, Qui habitat, Ecce nunc, Nunc dimittis) für 4 Stimmen 2 Geigen und Orgel
- Litaniae de sanctissimo sacramento für 4 Stimmen 2 Geigen und Orgel
- etwa 200 Übungen für den Generalbass, herausgegeben in mehreren Sprachen unter Bezeichnungen Fondamenta pro organo, Generalbass-Übungsstücke, Orgel-Übungsstücke etc.

## Ausgaben
- Josef Ferdinand Norbert Seger: Composizioni per organo - Josef Ferdinand Norbert Seger, in: Musica antiqua Bohemica; 51, Band: 1 Preludi, toccate e fughe I-XXXVI. 1961, 111 S.[9]
- Josef Ferdinand Norbert Seger: Composizioni per organo - Josef Ferdinand Norbert Seger, in: Musica antiqua Bohemica; 56, Band: 2 Preludi e fughe I-XXI. 1962, 126 S.
- Josef Seger: 12 Präludien und Fugen für Orgel, AlbisMusic 2021, ISMN 979-0-700-21270-4, 68 S.